# Tombe Campanari
Pour les articles homonymes, voir Campanari.
La tombe Campanari (en italien : Tomba Campanari) est une des tombes étrusques, datant du IIIe siècle av. J.-C., situées dans la nécropole de L'Osteria près de la ville de Vulci dans la  province de Viterbe, du nord du Latium.

## Histoire
La tombe Campanari a été mise au jour en 1833 par les frères Campanari durant leurs campagnes de fouilles. Bien qu'elle ne soit plus localisable aujourd'hui, des documents imprécis signalent sa présence sur le site non loin du Ponte della Badia. Sa désignation provient du nom des trois frères à qui l'on doit sa découverte. 
La datation de la tombe, faite à partir des calques iconographiques relevés lors de sa découverte et permettant une évaluation stylistique, situe son origine au IIIe siècle av. J.-C. La tombe daterait donc de l'époque hellénistique.
La tombe Campanari connut son moment de gloire avec les autres tombes de Tarquinia et  Tuscania, quand, en 1837, les frères Campanari organisèrent unes exposition à Londres. Pour l'occasion elle fut exposée comme unique exemplaire connu de tombes peintes.

## Description
La tombe se trouvait dans la zone septentrionale de Vulci au lieu-dit de l'Osteria comprise dans le Parco Archeologico Ambientale di Vulci. 
Les caractéristiques de la tombe nous sont parvenues par d'anciennes reproductions. Il s'agissait d'une tombe a camera creusée dans le tuf. La tombe était à chambre unique soutenue par une colonne centrale dont le chapiteau était sculpté de têtes féminines parmi des éléments végétaux, les parois étant décorées également  de figures féminines, masculines, ainsi que d'enfants et de démons. 
Il est impossible de préciser la disposition exacte des éléments décoratifs,  en effet les peintures étaient déjà en mauvais état lors de la découverte et les diverses reproductions réalisées alors présentent quelques variantes. 
Le chapiteau sculpté est conservé au Musée archéologique de Florence.

## Sources
- x